# Gerda Kratz
Gerda Kratz (* 6. Juli 1926 in Pirmasens; † 13. März 2011 in Düsseldorf) war eine deutsche Bildhauerin.

## Werdegang

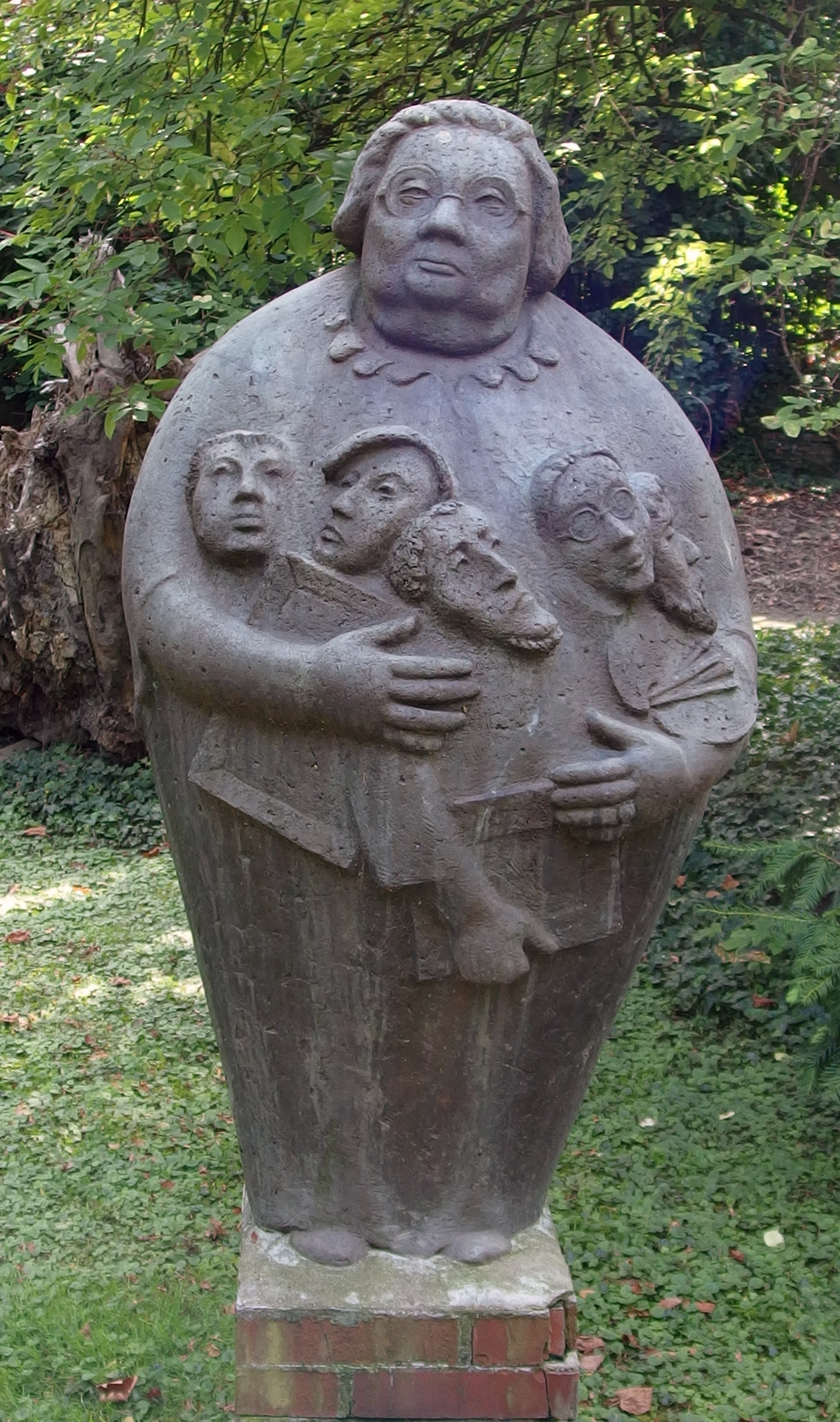
Mutter Ey (1985) von Gerda Kratz, im Malkasten-Park, Düsseldorf

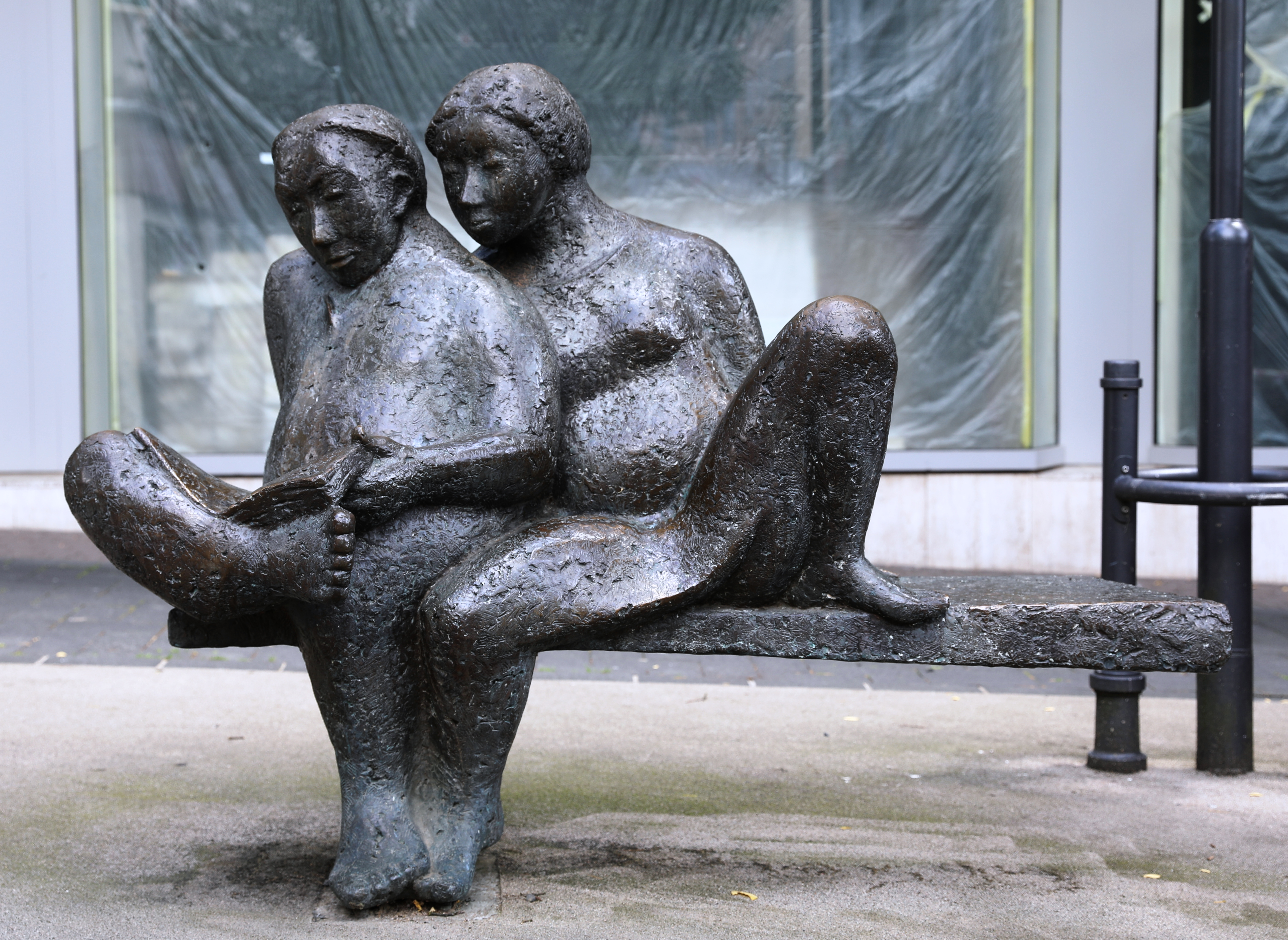
Das lesende Paar (1992), Fußgängerzone, Solingen-Mitte

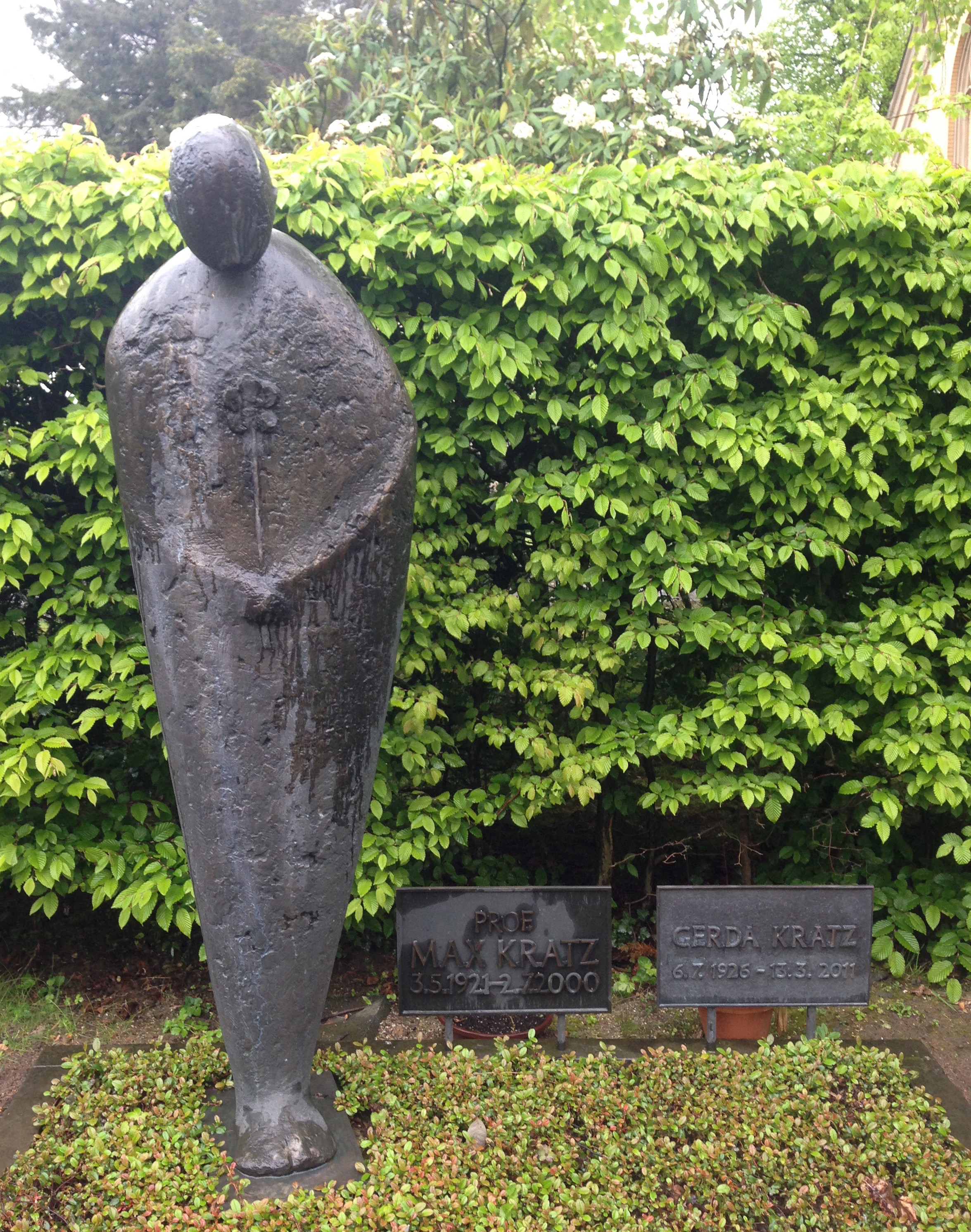
Grabstätte Gerda und Max Kratz, Nordfriedhof Düsseldorf

Die als Tochter des Schuhfabrikanten Gustav Rheinberger geborene Gerda Rheinberger studierte von 1946 bis 1947 an der Meisterschule für das gestaltende Handwerk in Düsseldorf und war Privatschülerin des Bildhauers Willi Hoselmann. Von 1948 bis 1949 besuchte sie die Bildhauerklasse von Adolf Wamper an der Folkwangschule in Essen und von 1950 bis 1952 studierte Gerda an der Kunstakademie Düsseldorf bei Bruno Goller und Joseph Enseling. 1951 heiratete sie den Bildhauer Max Kratz, 1953 war die Geburt ihres Sohnes Thomas. Das Ehepaar hatte eine langjährige Arbeitsgemeinschaft in ihrem Atelier in Grafenberg und neben ihr arbeiteten zu dieser Zeit auch mehrere Mitarbeiter ihres Mannes bei harter Arbeit am Tag und frohen Festen in der Nacht. In dieser Zeit entstanden kleinformatige Bronzen und Terrakotten. Es fanden auch zahlreiche Reisen durch die Welt statt. Seit 1980 hatte Gerda Kratz ein eigenes Atelier in Gerresheim. Sie beteiligte sich an Ausstellungen und Wettbewerben. Es folgten Museumsankäufe und Aufträge für Arbeiten im öffentlichen Raum. Gerda Kratz war seit 1984 Mitglied des Vereins Düsseldorfer Künstlerinnen und des Künstlerverein Malkasten.
Als ihr Mann 2000 starb, richtete sie eine Stiftung zur Betreuung seines Werkes ein und gab diese Stiftung an das Kunstmuseum Solingen. In der Klingenstadt hatte ihr Mann mehrere Aufträge ausführte und viele Jahre den Kunstbeirat geleitet.
Am 13. März 2011 starb Gerda Kratz in Düsseldorf. Sie wurde an der Seite ihres Mannes auf dem Nordfriedhof  in Düsseldorf bestattet.

## Werk
Gerda Kratz war eine Gerresheimer Künstlerin, die hohes handwerkliches Können mit Ideen und Humor verbinden konnte. Ihre Arbeiten, beispielsweise „Im Eimer“, „Im Café“, „Lovers“ oder „Big Egg Band“, sind geprägt durch runde und knubbelige Figuren. Sie arbeitete in Stein, Bronze, Keramik, Holz und auch Kunststoff (Leguval).

## Werke (Auswahl)
- 1985: Mutter Ey, Polyester für Bronze, Höhe 50 cm[5]
- 1985: Ende der Freiheit, Höhe 49 cm
- 1989: Endstation, Leguval, Höhe 145 cm[6]
- 1992: Lesendes Paar, Bronze, Solingen[7]
- 1996: Black Pieta, Leguval, Höhe 48 cm
- 1997: Auf dem Korb, Bronce, h. 25 cm
- Das Fenster, Bronze, 33 × 36 cm
- Das Instrument, Bronze 81 cm
- Heilige Ursula, Keramik, Höhe 100 cm

## Ausstellungen (Auswahl)
- 1962 bis 1989: Wuppertal und Solingen B.K.G.
- ab 1984: VDK in Düsseldorf, Stadtmuseum, Kunstpalast, Zollhalle, Kaarst, Mettmann, Welver, Bonn Frauenmuseum
- ab 1984 KVM Düsseldorf, Berlin, Moskau, Luzern
- 1986 Angermund
- 1989 Groningen, Castorp, Freinsheim
- 1990 Pirmasens
- 1996, 1999, 2002 Hilden
- 2002 Melanchthon Gemeinde, Düsseldorf-Rath

## Ehrungen
Gerda Kratz wurde am 2. September 1987 mit dem Verdienstorden des Landes Nordrhein-Westfalen ausgezeichnet.